# Chen Yunshang
En una onomàstica xinesa Chen es el cognom i Yunshang del prenom.
Chen Yunshang (xinès simplificat: 陳雲裳) (Hong Kong 1919 - Hong Kong 2016). Cantant i actriu de cinema xinesa.

## Biografia
Chen Yunshang, de nom de naixement Chen Minquian, també coneguda com Nancy Chan, va néixer el 10 d'agost a Hong Kong. Poc després del seu naixement, la família es va traslladar a Guangzhou. Va estudiar a l'escola primària municipal de Guangzhou, i més tard va entrar a l'escola normal de dones de Guangzhou. Va tenir de professor a Yi Jianquan, i successivament va estudiar mandarí, Òpera Kunqu, Òpera de Pequín, Òpera cantonesa, i també va aprendre natació, muntar a cavall, cal·ligrafia i pintura. El nom artístic de Chen Yunshang li va posar el seu professor, extret d'un poema de Li Bai.

#### Carrera cinematogràfica

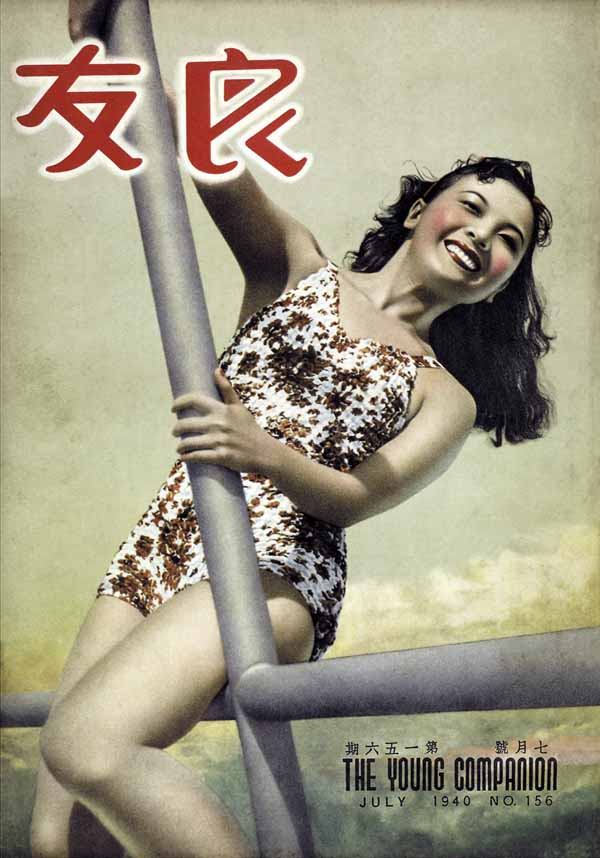
Portada de la revista Liangyou 156

El 1933, sota la recomanació del seu professor, Chen va començar a aparèixer en papers secundaris en algunes pel·lícules locals a Guangzhou a la productora  Guangzhou Talkies Film Company. Dos anys més tard, Su Yi (苏怡), antic director adjunt i consultor de l'Oficina Provincial de Cultura de Guangdong, director de cinema de Hong Kong, la va convidar a fer una pel·lícula a Hong Kong. El 1936, es va fer famosa de la nit al dia per protagonitzar "新青年" (New Youth).
El 1938, va ser convidada per Zhang Shankun, el cap de Shanghai Xinhua Film Company, per actuar a "木兰从军" (Mulan Joins the Army) (1939) que va dirigir Bu Wancang. Va ser un intent d'incloure un missatge polític de resistència i orgull nacional en un moment de la invasió japonesa, en un film d'aventures, que va tenir un gran èxit comercial. Chen va crear una imatge com una "heroïna nacional" que era alhora lleial i filial,  amb una actuació amb tocs dramàtics, però també d'arts marcials , plena  d'enèrgia, actuació que s'ha comparat amb l'actriu Li Lili. La pel·lícula va ser un gran èxit i es va projectar a Shanghai durant més de tres mesos. Chen Yunshang es va convertir en l'actriu més popular en aquell moment, va  quedar-se a Shanghai per desenvolupar la seva carrera.
Posteriorment Chan va rodar una quantitat important de pel·lículesi va  treballar amb directors com Feng Zhigang, Tang Xiaodan, Wei Pengfei, Hou Yao i Li Tie, entre d'altres.
Just quan la seva carrera d'actriu va arribar al seu punt àlgid, el 1945, Chen es va casar amb el doctor de Hong Kong, Tong Yuhan i va abandonar la seva carrera al cinema, i va tornar a Hong Kong per centrar-se a tenir cura de la seva família. El 1952, va fer una excepció i va protagonitzar algunes pel·lícules per a la Xinhua Film Company de Hong Kong.
Va morir a Hong Kong el 30 de juny de 2016.

## Filmografia destacada
| Any  | Títol xinès    | Títol anglès                         | Director         |
| ---- | -------------- | ------------------------------------ | ---------------- |
| 1935 | 粉碎姑蘇台     | Shattering Gusu Terrace              |                  |
| 1936 | 新青年         | New Youth                            | Su Yi            |
| 1937 | 做人难         | Life is Hard !                       | Su Yi            |
| 1937 | 天下為公       | All under Heaven                     |                  |
| 1937 | 焦土抗战       | Scorched Land                        | Feng Zhigang     |
| 1937 | 花开富贵       | Bloom and Prosper                    | Tang Xiaodan     |
| 1937 | 傻瓜得运       | The Lucky Fool                       | Wei Pengfei      |
| 1937 | 荒岛沉冤       | Island of Grievance                  | Wei Pengfei      |
| 1937 | 金屋十二钗     | The Twelve Wives                     | Tang Xiaodan     |
| 1938 | 理想未婚妻     | The Ldeal Fiance                     | Feng Zhigang     |
| 1938 | 最后关头       | This Crucial Juncture                | Chen Pi i altres |
| 1938 | 血肉长城       | Fortress of Flesh and Blood          | Hou Yao          |
| 1938 | 红伶悲歌       | Tragic Song of Opera Stars           | Lu Si            |
| 1938 | 舞台春色       | Stage Lights                         | Tang Xiaodan     |
| 1938 | 傀儡美人       | The Beautiful Pippet                 | Su Yi            |
| 1938 | 战士情花       | A Warrior's Love                     | Hu Peng          |
| 1938 | 销魂大姐       | Pretty Lady                          | Wang Fuqing      |
| 1938 | 难得有情郎     | Husbands are Hard to Get             | Feng Zhigang     |
| 1938 | 三千女明星     | Three Thousand Female Stars          | Mai Xiaoxia      |
| 1938 | 流氓小姐       | Murder at the Wedding                | Dong Zhushi      |
| 1938 | 大義滅親       | Destroy the Family for Righteousness |                  |
| 1939 | 木兰从军       | Mulan Joins the Army                 | Bu Wancang       |
| 1939 | 裸国风光       | The Naked Kingdom                    | Zhuang Guojun    |
| 1939 | 歌女白牡丹     | Song Girl White Peony                | Zhao Shushen     |
| 1939 | 雲裳仙子       | Fairy Yunshang / Mother and Daugther | Yueh Feng        |
| 1939 | 盖世女英雄     | Heroine of the Times                 | Su Yi            |
| 1939 | 春情烈火       | Love Burns                           | Yang Meng        |
| 1939 | 断鸿零雁记     | The Lone Swan                        | Li Tie           |
| 1939 | 贼王子         | The Vagabond Prince                  | Huo Ran          |
| 1939 | 万里行尸       | The Walking Corpse                   | Huo Ran          |
| 1940 | 风流皇后       | The Wanton Empress                   | Huo Ran          |
| 1940 | 秦良玉         | Qin Liangyu                          | Bu Wancang       |
| 1941 | 流亡之歌       | Song of Exile                        | Liu Fang         |
| 1941 | 家             | Family                               | Bu Wancang       |
| 1941 | 新姊妹花       | New Sisters                          | Bu Wancang       |
| 1941 | 野薔薇         | Wild Rose                            | Bu Wancang       |
| 1943 | 萬事流芳       | Eternity                             | Bu Wancang       |
| 1952 | 满园春色       | Sweet Memories                       | Bu Wancang       |
| 1952 | 月儿弯弯照九州 | Angel and Devil                      | Tu Guanqi        |
| 1952 | 海奇女子       | Haiqi Women                          |                  |
| 1952 | 月兒彎彎照九州 | Moonlight Shines on Kyushu           |                  |
| 1962 | 红楼梦         | Dream of the Red Chamber             | Yuan Qiufeng     |